# Ruta 610 (Costa Rica)
La Ruta 610, oficialmente Ruta Nacional Terciaria 610, es una ruta nacional de Costa Rica ubicada en la provincia de Puntarenas.

## Descripción
En la provincia de Puntarenas, la ruta atraviesa el cantón de Buenos Aires (los distritos de Buenos Aires, Volcán, Brunka).